# Cueva Ahumada
Cueva Ahumada es un yacimiento arqueológico ubicado al pie del Cerro La Mota Grande; cerca del poblado Rinconada, en el municipio de García, Nuevo León, México. El arte rupestre del noreste abarca dos tipos de manifestaciones: el petrograbado, también llamado petroglifos.

## Arte rupestre del noroeste de México
En el caso de América, estas manifestaciones se presentan de un extremo al otro del continente y se pueden remontar a sus primeros pobladores. En el noreste mexicano, la ocupación humana se confirma al menos para finales de la última Edad de Hielo, hace aproximadamente 10 500 años A.P. Algunos sitios tienen ocupaciones tempranas, fechadas por radiocarbono en el periodo Arcaico de América temprano, como Cueva Ahumada, en García, desde 6000 AP. No se puede afirmar con plena seguridad que las manifestaciones rupestres en estos sitios tengan semejante antigüedad, pero existe la posibilidad.

## Primeros pobladores
Falta mucho por conocer acerca de los primeros pobladores del norte de México y en especial de esta zona en Nuevo León, de aquellos que dejaron marcas indelebles en las rocas del Frontón de Piedras Pintas en el municipio de Parás, en Boca de Potrerillos y Chiquihuitillos en Mina, en Cueva Ahumada, Nacataz e Icamole en el municipio de García y en cientos de otros sitios esparcidos en todo el estado de Nuevo León.
Muchas veces se les ha calificado sencillamente de chichimecas o etnias de la Norteamérica Desértica, para diferenciarlos de los ricos y grandes grupos culturales de Mesoamérica.
Se dice que eran nómadas o seminómadas, pero no andaban sin rumbo fijo, sino que obedecían a patrones regulares de movimiento dentro de territorios reconocidos; lo que los antropólogos denominan nomadismo territorial. Lo cierto es que no crearon grandes complejos urbanísticos como los del centro de México y, el esplendor de estos últimos lanzó una sombra que opacó su estudio por mucho tiempo.
Los especialistas han diferenciado varios núcleos lingüísticos entre las tribus que poblaron la región, pero no han logrado tener un criterio uniforme, colocándolos en la familia de los athapascana, los hokana o los macro-yuma, subgrupo de los coahuilteco-karankawa. A los que habitaban la región de lo que hoy es la ciudad se les ha dado el nombre de "aguaceros" y "malincheños".
Vivían en las cuevas y barrancos de los ríos. En las que dejaron vestigios de su paso en pinturas y grabados rupestres, piezas mobiliarias que podrían ser amuletos usados en ritos de fertilidad o iniciación de la pubertad, morteros, piedras ahuecadas y puntas de lanza de todo tipo que van desde las que datan de milenios —como las encontradas en el municipio de Ramones con más de 11 000 mil años de antigüedad— hasta las usadas por las tribus de comanches entrado el siglo XIX. La densidad de desechos domésticos prehistóricos encontrados en el área confirman que existió una población relativamente grande por lo menos en forma estacional. Pruebas de radiocarbono colocan la ocupación más temprana en Boca de Potrerillos hace unos 8000 años.
Entre 1960-1967, un grupo de arqueólogos de la Universidad de Texas, en Austin, encabezado por Jeremiah F. Epstein, emprendió un amplio programa de investigación en toda el área.

## Exploración de Cueva Ahumada
Entre 1960-1967, un grupo de arqueólogos de la Universidad de Texas, en Austin, encabezado por Jeremiah F. Epstein, emprendió un amplio programa de investigación en toda el área.
Este programa inicia el descubrimiento de la prehistoria en Nuevo León. Los arqueólogos norteamericanos que participaron se convierten en la primera generación de especialistas entrenados. Trabajan en sitios que revelan las primeras secuencias culturales prehistóricas en el estado, pero aportan muy pocos datos sobre el arte rupestre. Estos sitios se localizan principalmente en el centro y sur del estado, y el proyecto se enfoca en la secuencia de los artefactos Líticos. Prácticamente ignora la existencia de manifestaciones rupestres, a tal grado que en la publicación final sobre La Calzada, Nuevo León, el arqueólogo a cargo ni siquiera menciona la existencia de pinturas y petrograbados localizados a escasos metros de su lugar de excavación.
Solamente se excavó un sitio con arte rupestre, Cueva Ahumada, y el escueto reportaje de John Clark es la única publicación sobre esta manifestación producida por el proyecto texano. Evidentemente, el reporte se basa en una visita muy breve, documenta solo una pequeña muestra de las pinturas y petrograbados allí presentes, y hace un mínimo comentario sobre su relación con el contexto arqueológico asociado. El proyecto texano en Cueva Ahumada proporcionó las primeras fechas de radiocarbono en Nuevo León, pero el resto de los resultados nunca fueron publicados. Solamente con las excavaciones recientes dirigidas por Moisés Valadez se recuperaron datos más completos sobre el contexto de este sitio. Por modesto que sea, el reporte de Clark parece ser la primera referencia sobre arte rupestre nuevoleonés en la literatura científica, y punto de partida para todos los estudios posteriores.
En contraste con la indiferencia y desatención de los investigadores texanos a las manifestaciones rupestres, la visita a Cueva Ahumada de la arqueóloga mexicana Antonieta Espejo proporciona una descripción única del sitio, anterior a las primeras excavaciones. Ella pertenecía a la primera generación de arqueólogos mexicanos formados en los cuarenta y, aunque desarrolló la mayor parte de su carrera profesional en otras partes de México, su breve estancia en Nuevo León en los sesenta produjo la primera documentación de varios sitios rupestres en el estado. Le toca a ella reconocer por primera vez algo de la riqueza rupestre de la región. Su visita a Cueva Ahumada no pretende ser más que un mero reconocimiento pero, a manera de ensayo, amplía grandemente nuestra visión del entorno de este sitio. Recoge información muy valiosa de los informantes locales y documenta la condición prístina de un sitio que, en los años posteriores, ha sufrido gran cantidad de daños y desgracias.

## Proyecto afecta la zona
Recientemente se construyó una carretera que pasa por la zona arqueológica de Cueva Ahumada, en los próximos meses se realizarán trabajos de rehabilitación del sitio así como la colocación de una malla perimetral que controle el acceso de los visitantes.
La apertura de veredas no ha ocasionado daños en el área de las pinturas, salvo que estas han desaparecido momentáneamente producto de la gran cantidad de polvo que se ha levantado en el sitio.
Especialistas del INAH mencionaron que “naturalmente” las lluvias lavarán las rocas y nuevamente dejarán al descubierto las pinturas que datan de cinco mil años de antigüedad.
Una vez terminada la obra los arqueólogos del INAH iniciarán los trabajos de limpieza de la zona arqueológica, así como de la instalación de malla ciclónica y la construcción de veredas para permitir el acceso de visitantes, pues dado que las pinturas se localizan en lo alto de un abrigo rocoso su ascenso es complicado y riesgoso.

## Otras zonas en Nuevo León
Frontón de Piedras Pintas en el municipio de Parás
Boca de Potrerillos y Chiquihuitillos en Mina
Cueva Ahumada, Nacataz e Icamole en el municipio de García
Otro sitio en el municipio de Ramones con más de 11 000 mil años de antigüedad.